# Grand-Fayt
 Grand-Fayt là một xã ở tỉnh Nord trong vùng Hauts-de-France, Pháp.